# Kappa Pictoris
Kappa Pictoris (κ Pictoris, förkortat Kappa Pic, κ Pic) som är stjärnans Bayerbeteckning, är en ensam stjärna belägen i den södra delen av stjärnbilden Målaren. Den har en skenbar magnitud på 6,11 och är svagt synlig för blotta ögat där ljusföroreningar ej förekommer. Baserat på parallaxmätning inom Hipparcosuppdraget på ca 5,1 mas, beräknas den befinna sig på ett avstånd på ca 630 ljusår (ca 30 parsek) från solen. På det beräknade avståndet minskas dess skenbara magnitud med 0,10 enheter beroende på mellanliggande interstellärt stoft.

## Egenskaper
Kappa Pictoris är en blå till vit stjärna i huvudserien av spektralklass B8/9 V. Den har en massa som är ca 3,4 gånger större än solens massa, en radie som är ca 2,8 gånger större än solens och utsänder från dess fotosfär ca 210 gånger mera energi än solen vid en effektiv temperatur på ca 11 600 K.
Kappa Pictoris bedöms ha uppnått ungefär 76 procent av sin livslängd i huvudserien.